# Elliottia bracteata
Elliottia bracteata är en ljungväxtart som beskrevs av George Bentham och Hook. f. Elliottia bracteata ingår i släktet Elliottia och familjen ljungväxter. Inga underarter finns listade i Catalogue of Life.

## Bildgalleri

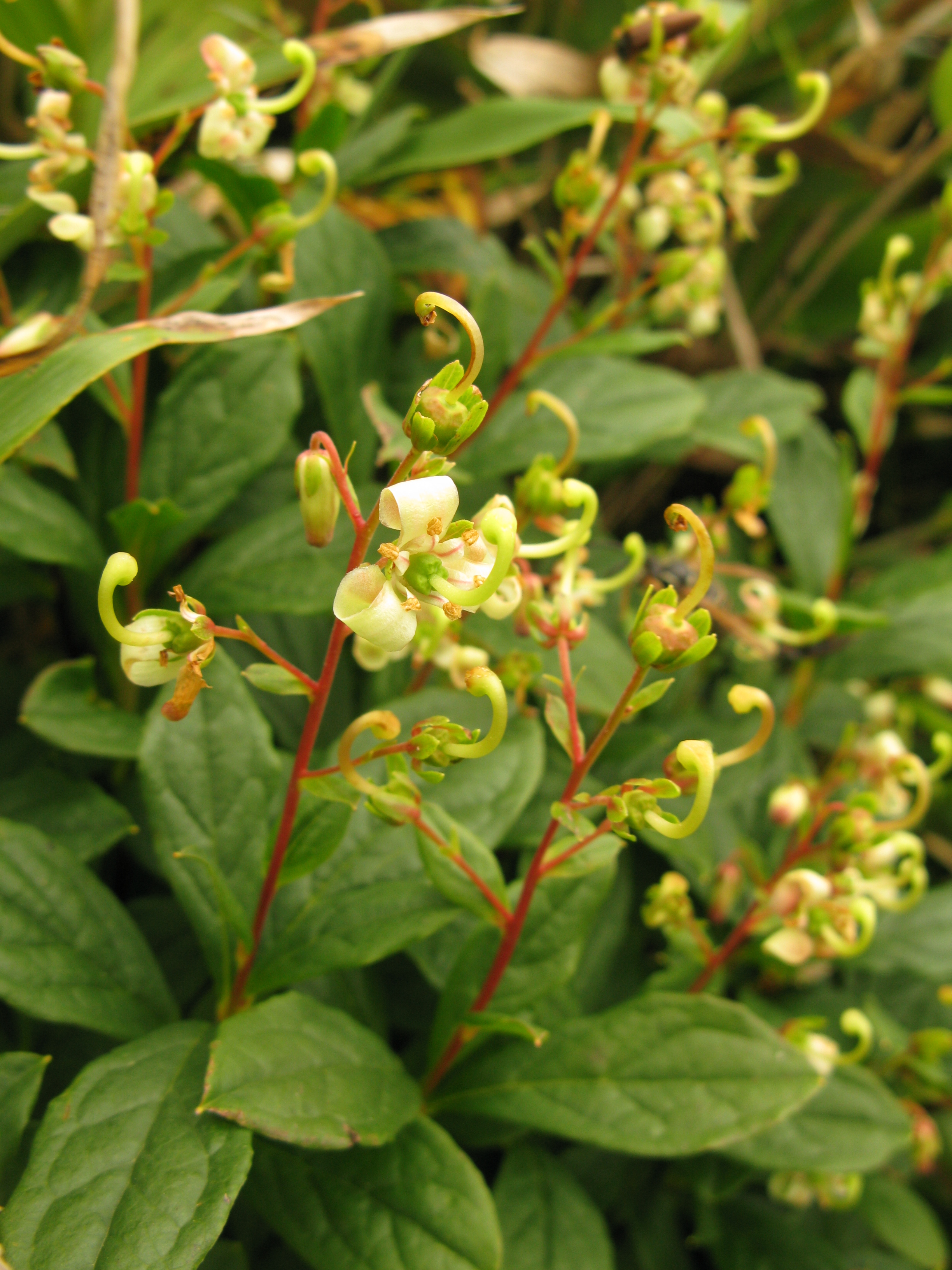
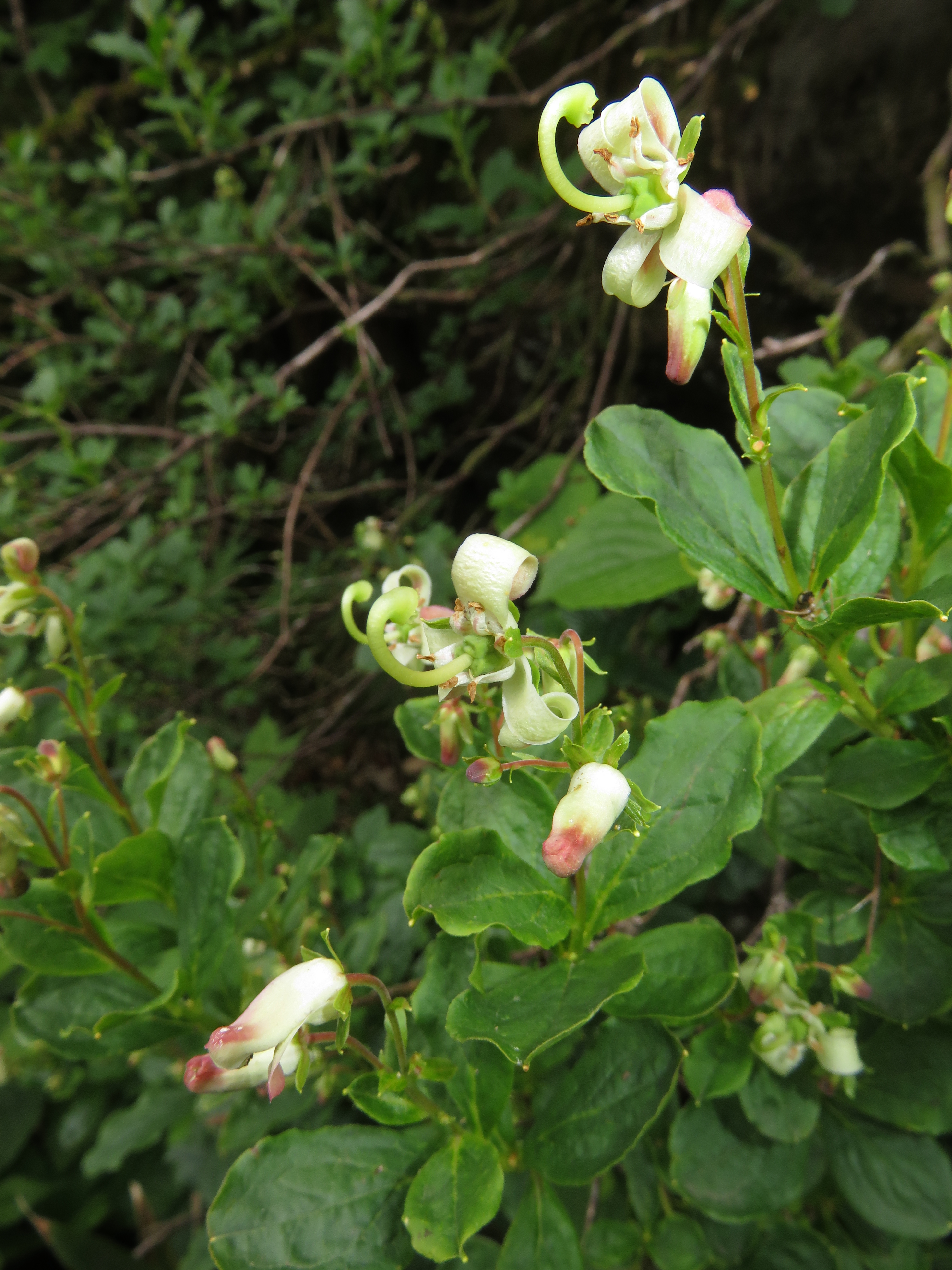